# Cvi Weinberg
Cvi Weinberg (hebrejsky: צבי ויינברג, plným jménem Cvi Me'ir Weinberg, צבי מאיר ויינברג, někdy též Henry H. Weinberg) byl izraelský politik a poslanec Knesetu za stranu Jisra'el ba-alija.

## Biografie
Narodil se 12. srpna 1935 v obci Brekov v tehdejším Československu (dnes Slovensko). Žil pak v Kanadě a roku 1992 přesídlil do Izraele. Pracoval jako profesor. Hovořil hebrejsky, anglicky, španělsky, francouzsky, rusky, jidiš, německy, polsky, portugalsky a italsky.

## Politická dráha
Působil na četných akademických postech v Kanadě. Předsedal seminářům sionistického myšlení, byl místopředsedou sdružení Kanadských profesorů pro mír na Blízkém východě. Publikoval přes 60 odborných studií na téma holokaust, antisemitismus, francouzsko-izraelské vztahy atd.
V izraelském parlamentu zasedl po volbách v roce 1996, v nichž kandidoval za stranu Jisra'el ba-alija. Zasedal ve výboru pro ekonomické záležitosti, výboru pro zahraniční záležitosti a obranu, výboru pro ústavu, právo a spravedlnost, výboru pro zahraniční dělníky a výboru pro vzdělávání a kulturu.
Zemřel 21. prosince 2006.